# 雷陣明
雷陣 明（らいじん あきら、1978年7月17日 - ）は、日本の男性プロレスラー。本名は川畑 顕（かわばた あきら）。兵庫県宝塚市出身。フリーランス。
父親は元プロ野球選手、元西宮市議会議員の川畑和人。

## 経歴

### 栗栖ジム - 全日本プロレス入団
学生時代は空手に打ち込み黒帯を取得。栗栖ジムに入門し、1998年1月28日、栗栖ジムの大会における対吹本賢児戦でデビューした。エースとして活躍していたが、2003年の活動停止と共にジムの先輩でもあった奥村茂雄を頼って全日本プロレスに入門。同期は諏訪魔。
2004年8月28日、「全日本プロレスサマー・インパクト2004」札幌テイセンホール大会で土方隆司を相手に再デビュー。
2005年6月19日、平井伸和と組み荒谷望誉、石狩太一と対戦。石狩から逆さ押さえ込みで全日入団初勝利を挙げる。
さらにその年の世界最強タッグ決定リーグ戦では椎間板ヘルニアで欠場した本間朋晃の代打として出場。嵐&AKIRA組から白星を挙げた。
2006年にはVOODOO-MURDERSの挑発や自身のステップアップを目指し中堅活性化を宣言。荒谷、平井、土方に奮起を促す。奮闘の結果、平井から全日本プロレス入団から初のシングル勝利。
11月8日、NOSAWA論外主催のNOSAWA GENOMEにて 獣神サンダー・ライガーを真似た獣神サンダー・アキラーとして、クラッシャーバンバン平井（平井伸和）と対戦。マスク剥ぎをしようとした平井に対しレフェリーが止めに入るも、それを平井が突き飛ばした結果、反則勝ち。試合内容では完全に平井が圧倒していたが、とりあえず勝ちは勝ちということでコーナーに昇り、両手を広げて観客に勝利をアピールした。

### 海外修行
2007年5月からTNAとの交換留学のためアメリカ、カナダで武者修行することが決定。5月13日に壮行試合として同じく海外遠征が決定していたブルート一生と組んで、ライバル視している諏訪魔、ブードゥーマスク組と対戦するが敗北。試合後のブルートのマイクに続き、雷陣もマイクを持ち「ずっと諏訪間を追いかけてきて、今日も負けたけど、今日を最後にカナダへ修行へ行ってきます。そこでひと回りもふた回りも大きくなった姿を、またこの全日本のリングで見せたいと思いますので、ぜひよろしくお願いします」と挨拶。
TNAなどでブルートと共に試合をしていたが、ブルートが怪我を理由に帰国してそのまま引退。雷陣は1人で武者修行を続けることとなった。
9月からはWWCにカミナリのリングネームで活動していた。

### 凱旋帰国
2008年6月22日、後楽園ホールにて、およそ1年ぶりに凱旋帰国し試合を行う。武藤敬司、ジョー・ドーリングと組んで鈴木みのる、太陽ケア、MAZADA組と対戦。21分46秒、ムーンサルトプレスでMAZADAを下し、見事凱旋試合を飾る。試合後のインタビューでは三冠王者となっていたライバル諏訪魔に対するジェラシーや対抗心を語り、更に「今日戦った鈴木みのる、太陽ケア、MAZADA、いままでオレをバカにしていたヤツ、全員食ってやる!」と力強く語った。
帰国してからは新日本プロレスの中邑真輔、後藤洋央紀らとも対戦し、安定した活躍を続けていた。しかし、8月31日の両国国技館大会の試合後、TNAのトライアウトに合格し、2年契約で次シリーズ終了後から参戦することを発表した。
9月13日後楽園ホール大会のシリーズ開幕戦では、TNAへの壮行試合として、三冠王者・諏訪魔と対戦。しかしこの試合で諏訪魔の厳しい攻撃で動けなくなったことでレフェリーストップ。終了後も意識は無かったため、およそ20分興行を休止。林リングドクターが『硬膜下血腫の疑い』があるとして救急隊が到着するまで待機し救急隊が到着し病院へ搬送された。原因は諏訪魔の頭部への蹴りによる脳震盪であったが、症状が重く最悪生命の危険もある非常に危険レベルもよる強度の脳震盪の診断であったが、一命はとりとめた。
先述の件により、このシリーズは欠場していた。しかし、同件で諏訪魔が悩み、うまく試合をできずにいたため、9月20日博多大会に登場。諏訪魔の試合中に乱入し、諏訪魔に張り手を見舞い「いい加減にしろ!」と叫ぶ。このことによって諏訪魔も復活。最終戦ではセコンドにつき三冠ヘビー級王座戦を見守っていたが、惜しくも諏訪魔が敗れることとなった。しかし、二人の友情関係はさらに深まった。
三冠戦後の10月11日後楽園ホールでは、前回流れた諏訪魔との最終壮行試合が実現。出せる技、力を総て出し切り、諏訪魔相手に奮闘したが、完敗。2年後の雪辱を誓って再び海外へ行った。

### キヨシ
10月17日、TNAに出場するために渡米。同時期にTNAに遠征する新日本プロレスの棚橋弘至との接触も期待された。
結局棚橋は3か月ほどで日本に帰国したが、雷陣は12月9日にXディヴィジョンのトーナメントにてデビュー。コンセクエンスズ・クリードと対戦し、初陣をムーンサルトプレスで勝利で飾った。TNAでのリングネームはKIYOSHI。ムタを彷彿とさせる黒いフェイスペイントで試合に臨んでいた。また、そのトーナメントの2回戦でクリス・セイビンとも対戦。健闘虚しく敗北した。
2009年3月5日にはアレックス・シェリーの持つTNA Xディヴィジョン王座に挑戦。セコンドには新日本プロレスのNO LIMIT、内藤哲也と裕次郎が付いたが、惜しくも敗れた。
9月13日、KIYOSHIとして一時帰国。グレート・ムタと親子タッグを組んで諏訪魔、近藤修司組と対戦。諏訪魔を流血、親子で毒霧を放つなど大暴れを展開。最後はKIYOSHIのムーンサルトで近藤からフォールを奪って勝利した。
2010年3月21日、両国国技館大会にて帰国。BUSHIとタッグを結成してチェスマン、ダーク・オズと対戦しムーンサルトプレスで勝利。その2日後23日にKIYOSHIとしてチャンピオン・カーニバルの出場が発表された。TNAに戻り、6月14日にマスクマンであるスーサイドとなるが、スーサイドの特徴である俊敏で跳べるルチャドーラーのようなキャラクターではなかったため、短期間でKIYOSHIへと戻った。その後はオカダ・カズチカとタッグを組むことが多くなり、ヒールファイトに徹した。
2011年以降はカナダ・オンタリオを拠点にカナダ、アメリカのインディー団体に参戦。
2012年3月、全日本プロレス両国大会に凱旋予定であったが参戦がなく、代わりに「SUSHI」という名のプロレスラーが出現。
2019年10月9日、全日本プロレス後楽園ホール大会で行われた「諏訪魔デビュー15周年記念特別試合」に久しぶりに素顔で出場。石川修司&佐藤光留と組み、諏訪魔&岡田佑介&近藤修司組と対戦したが、諏訪魔のラストライドで3カウントを喫した。
2024年7月15日、エボリューション自主興行『Evolution 6+バカの時代』横浜ラジアントホール大会にて、マスクマン「ミスターB」として出場。しかしリングアナウンサーからは雷神明としてコールされ、試合開始早々マスクも剥がされた。なお諏訪魔が斉藤ジュンを降し、試合には勝利。

### SUSHIとの同一人物疑惑
2012年4月1日、ジュニア・タッグリーグ戦のBUSHIのパートナーXとして登場。全身緑色のタイツに、頭にマグロの握り寿司を乗せたマスクマンである。全日本プロレス内外からも、「カナダで寿司修行もしていた雷陣明では？」との声が上がっていたが、事実確認は取れず、正体は謎のままである。

## 人物
- TNAのKIYOSHIに対するインタビューで武藤敬司から「決して突出した能力は無いけど、アイツの持ってるスピリッツ、プロレスが大好きだという気持ちは他のレスラーには負けてなかった」評されている。
- 好きな歌手は長渕剛。
- 若手時代は嵐に師事し付き人を務めていた。
- NOSAWA GENOMEで獣神サンダー・ライガーの入場テーマのパロディ「雷陣サンダーアキラーのテーマ」（作詞：タイガー木原 唄：EU）が流され、その散々な内容から観客の笑いを誘った。また、この時のPVで学生時代の写真が公開された。
- テストを受け練習生として入門したため若手扱いされているが、プロレスラーとしてのキャリアは10年以上でキャリアだけで考えるとベテランである。
- 趣味はバイクで自身のブログで度々登場している。
- 漫画『特攻の拓』のファンで、そこに登場する「獏羅天地獄の一番機、風神雷神、韋駄天ヒロシと鬼のキヨシ」から自身のリングネームを取ったほど。
- 非常に口下手だが、地方遠征でTAKAみちのくが帯同できない時にはなぜか試合前のRO&Dタイムの代わりに前説を行っていた（しかし実は口パクで実際は練習生達にアフレコさせていた）。
- 海外修行前は赤いコスチュームと金髪モヒカンがトレードマークだったが、海外修行時は頭を丸め白いパンタロンで戦っていた。さらに海外修行から凱旋したときには、黒いパンタロンに地下足袋を着用し、オールバックの黒髪でひげをたくわえる等、かなりワイルドな風貌になり、1年前とは違う印象を与えた。
- 全日本入門時は下積みの長さから若手の中でもそれなりの肉体を誇っていたが、みるみるうちに腹の出ただらしない体になっていった。さらに公称体重105kgなのに対し、本当の体重が113kgもあることを健介のブログに暴露されたこともある。しかし海外修行から帰ってきた雷陣の体は海外での肉体改造により、かつての腹の出ただらしない体ではなく見事に鍛え抜かれたシャープな肉体となっており、周囲を驚かせた。

## ファイトスタイル
海外修行前は闘志を前面に押し出したラフファイトを売りにしていたが技の荒さやスタミナの無さ、間の悪さが問題視され、前座でコミカルな試合などをしていたため早くからこのまま中堅に甘んじるのではないかと思われていた。しかし海外修行で上記の問題点は改善されている。

## 得意技
ライジン・バスター
相手の首と片足を抱え上げそのまま前に倒れ込む。小島聡のCCDと同型。前述の「獣神サンダーアキラーのテーマ」でも必殺の技として扱われる技であり、雷陣を代表する得意技である。
ヘッドバット
雷陣の代名詞。固い額を相手の脳天に連打する。
ショルダー・タックル
ムーンサルトプレス
凱旋試合で披露。凱旋帰国後はフィニッシュムーブとなっていた。近く・高く飛び上がる一般的な形だが、ウェイトを絞ったことにより身軽になり、美しいフォームで繰り出す。
ライトニング・フラッシュ
雷陣が海外修行時に開発した技。リバースのファイヤーマンズキャリー・ホイップ。受身が取れないような体勢のため、初披露の時は観客や実況から歓声や悲鳴にもとれるような声が上がった。
トラース・キック
KIYOSHIとしてはフィニッシュにも用いている。ギミック上の祖父に当たるザ・グレート・カブキの得意技でもある。
雷陣カッター
変形の大外刈り。

### KIYOSHI時に使用する技
毒霧
地獄突き
ブレーン・チョップ
ウラカン・ラナ
2010年チャンピオン・カーニバルで諏訪魔からフォールを奪った技でもある。

## タイトル歴
- 栗須ジム生ナンバーワン・トーナメント優勝
- K-spiritsトーナメント02&03優勝

## 入場テーマ
- 「雷陣の唄」（オリジナル曲）
- 「ザ・カムイ」（竜童組）